# Cucina costaricana

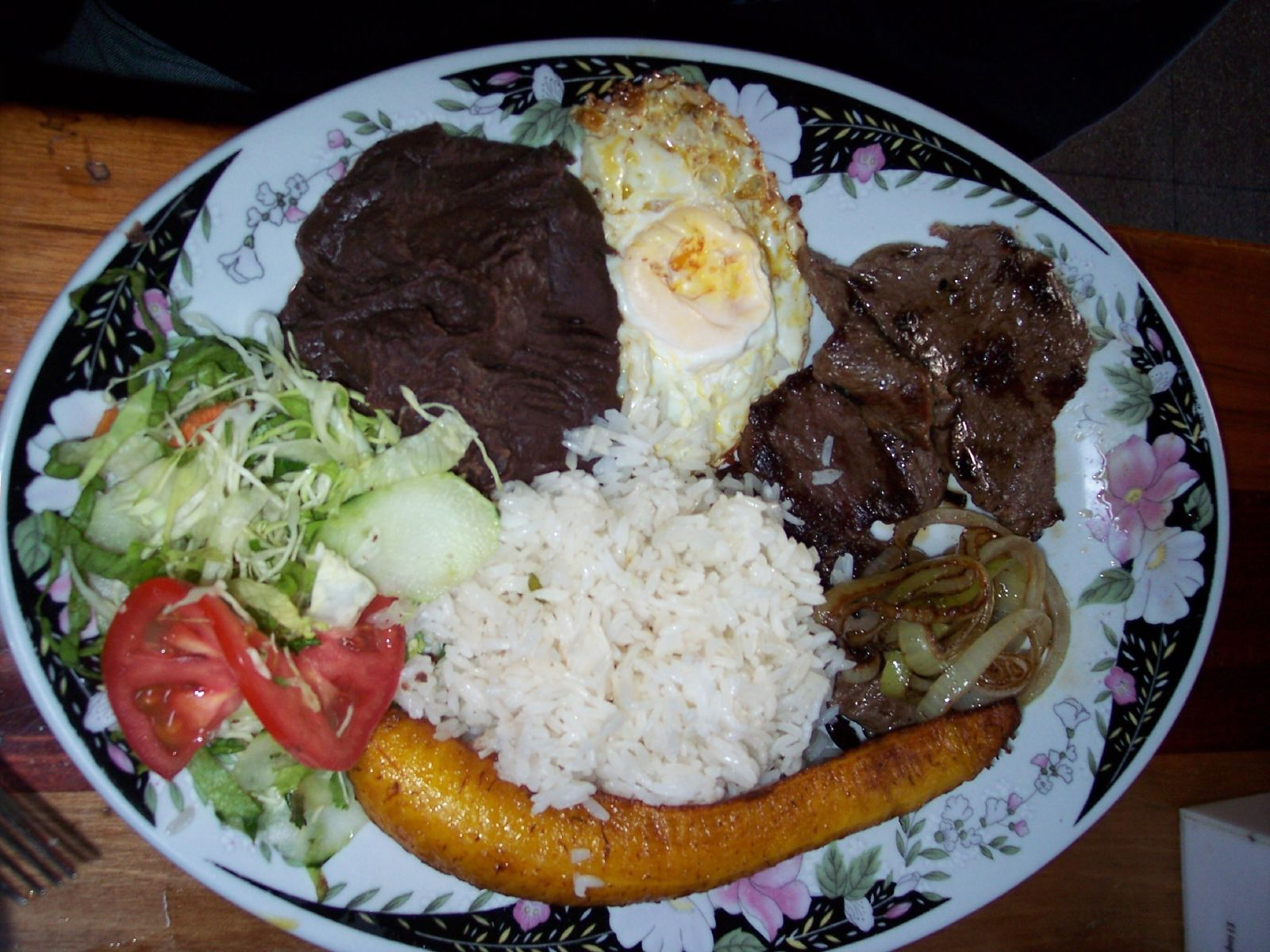
Il casado, uno dei piatti più popolari della Costa Rica

La cucina costaricana è l'espressione culinaria della Costa Rica. È una cucina nata dalla fusione di diverse culture, principalmente da quella indigena precolombiana, quella spagnola e quella creola nordamericana. Nella cultura tico le porzioni non sono eccessive e il pasto principale della giornata è il pranzo.

## Prodotti

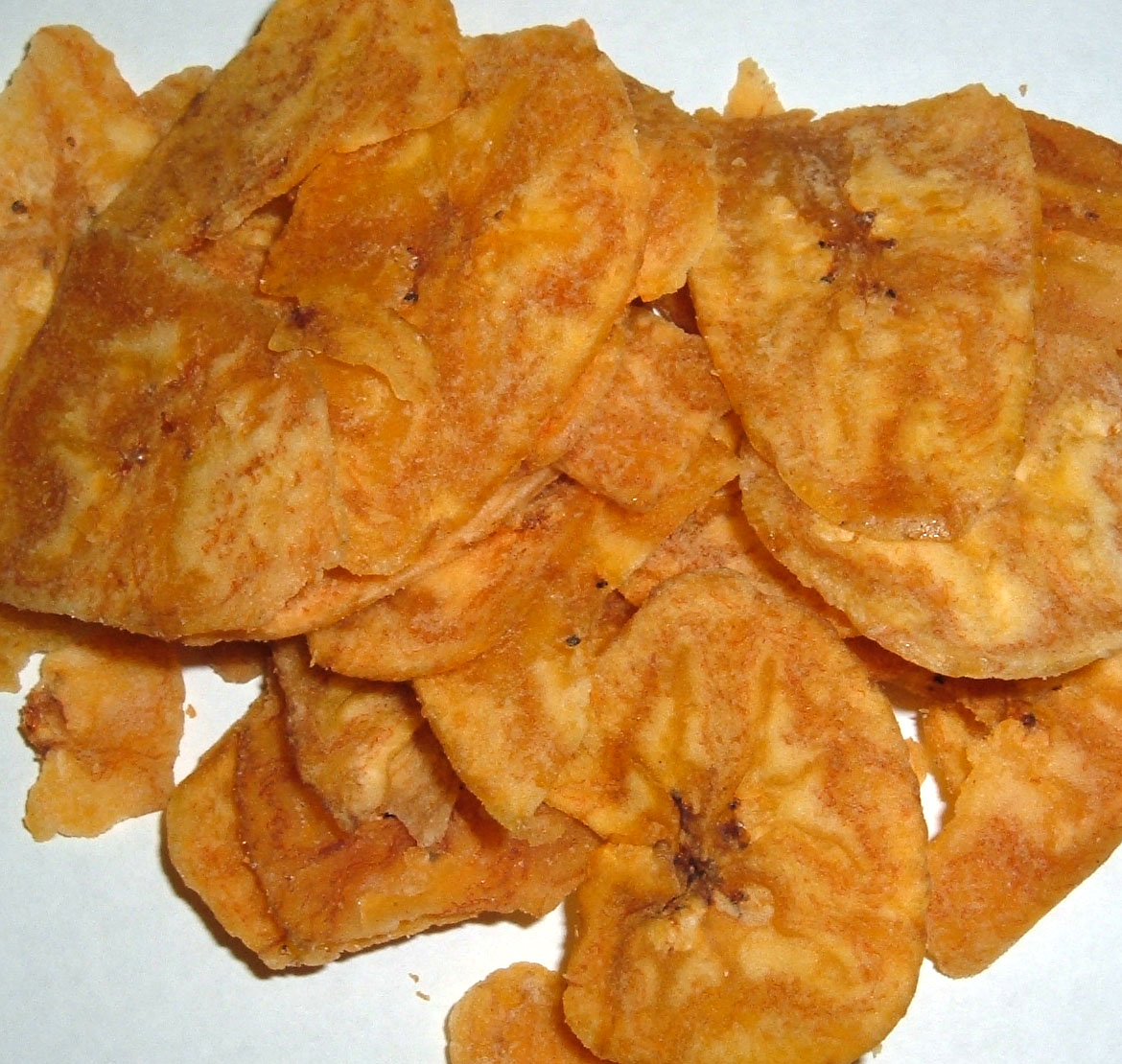
Fette di platano fritte (patacones)

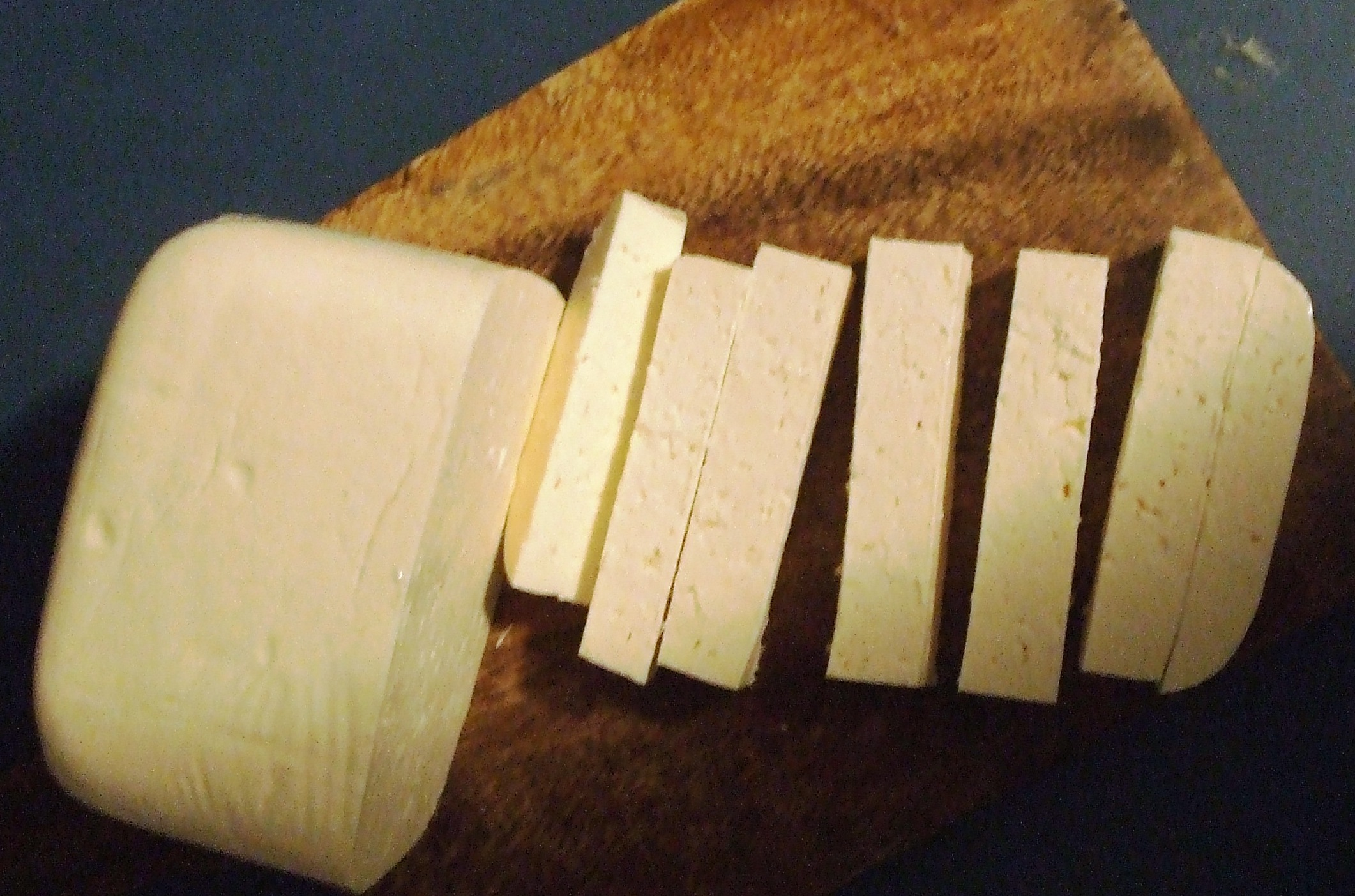
Il Queso Turrialba

Gli ingredienti principali di questa cucina sono riso (arroz), fagioli neri (frijoles), pesce, carne (soprattutto pollo, manzo e maiale), frutti di mare, crostacei e verdure.
Per la sua posizione geografica e il suo clima la Costa Rica detiene una grande varietà di tuberi (vengono coltivate le patate, manioca, arracache, cipolla, rafano, patate dolci e carote) e ortaggi (pomodori , cetrioli, peperoni, zucca, barbabietola, cavolo, lattuga, spinaci, porri, lenticchie e piselli).
Anche la frutta gioca un ruolo fondamentale, e nel paese sono presenti diverse varietà come banana, papaya, mango, ananas, anguria, melone, guava, frutto della passione e avocado.
Il platano è un altro frutto molto consumato, e viene comunemente tagliato a rondelle fritte in olio (patacón), cotte nel miele o messe in zuppe.
Una salsa molto utilizzata è la salsa Lizano, creata nel 1920 dall'azienda costaricana Lizano e preparata con acqua, zucchero, sale, cipolle, carote, cavolfiori, cetrioli, pepe, senape, curcuma e glutammato monosodico.
Il formaggio costaricano più importante, protetto dalla denominazione di origine, è il Queso Turrialba, prodotto solo nel cantone di Turrialba.

## Piatti tipici

### Gallo pinto

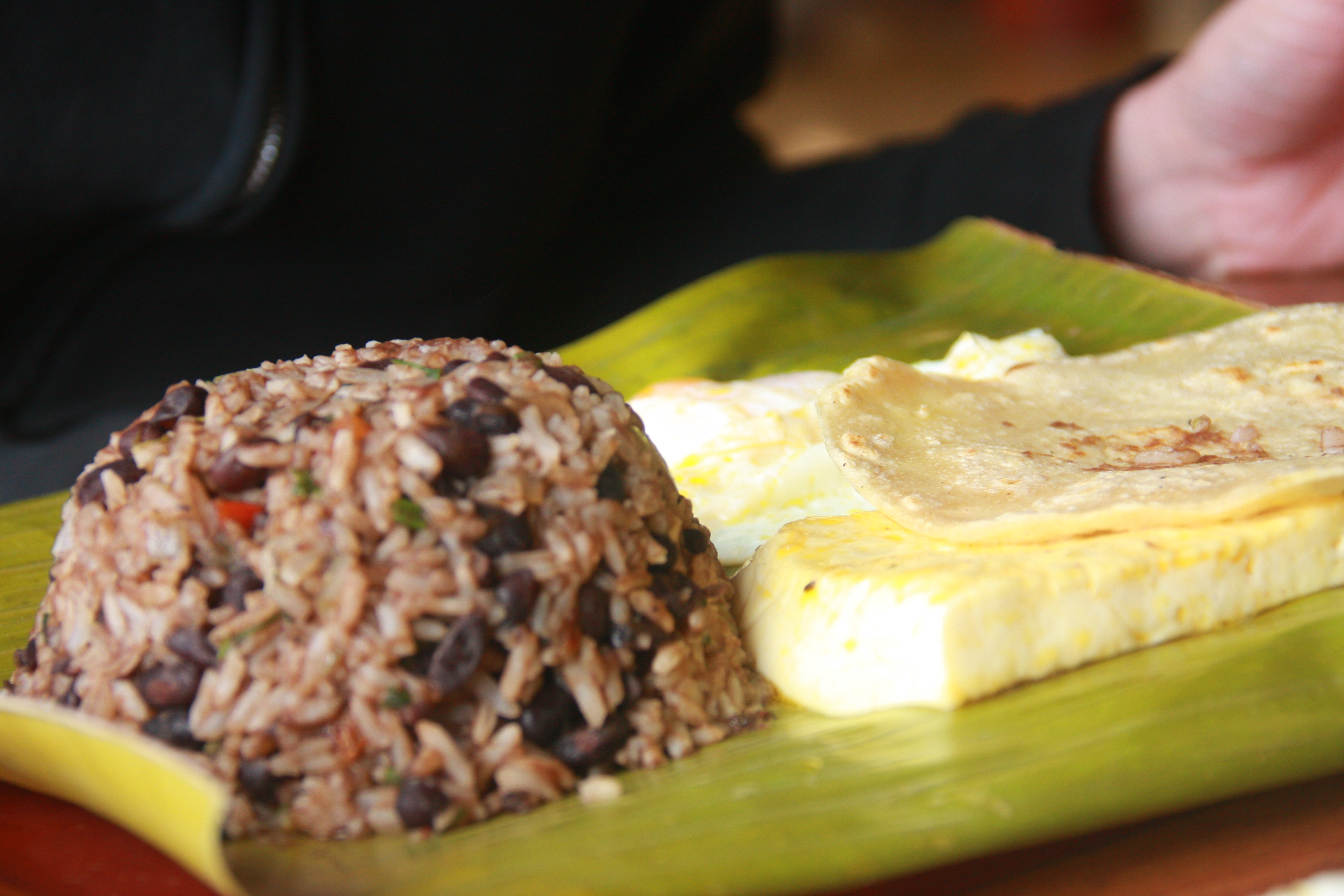
Gallo pinto

Il gallo pinto (letteralmente gallo maculato) è il piatto nazionale della Costa Rica, tradizionalmente consumato come prima colazione. È costituito da riso e fagioli rossi o neri mescolati in una padella. Di solito viene condito con spezie o salsa Lizano e accompagnato con verdure, platano fritto, uova strapazzate o fritte, panna acida o formaggio. Secondo uno studio del Ministero della Salute della Costa Rica, i costaricani assumono circa un terzo del fabbisogno calorico quotidiano e circa il 34% di proteine dal gallo pinto. La storia del gallo pinto non è ben nota, tuttavia una teoria suggerisce che sia stato creato e importato da schiavi africani emigrati in America Latina. La paternità del gallo pinto è contesa tra la Costa Rica e il Nicaragua.

### Casado
Il Casado (letteralmente uomo sposato), originario proprio della Costa Rica, consumato prevalentemente a pranzo in quanto è un piatto unico, composto da riso bollito accompagnato da fagioli rossi o neri (contrariamente al Gallo pinto riso e fagioli non vengono mescolati) aromatizzati con cipolla, aglio, sedano, peperone e coriandolo, carne (manzo, maiale, pollo o pesce) e della verdura cruda o cotta al vapore. Possono anche essere aggiunti come accompagnamento platani fritti, formaggio, uova o tortillas di mais. Il nome di questo piatto deriva dall'abitudine delle mogli di preparare questa ricetta per i mariti che andavano a lavorare nei campi come pranzo di lavoro, e lo imballavano in foglie di banano.

### Olla de carne

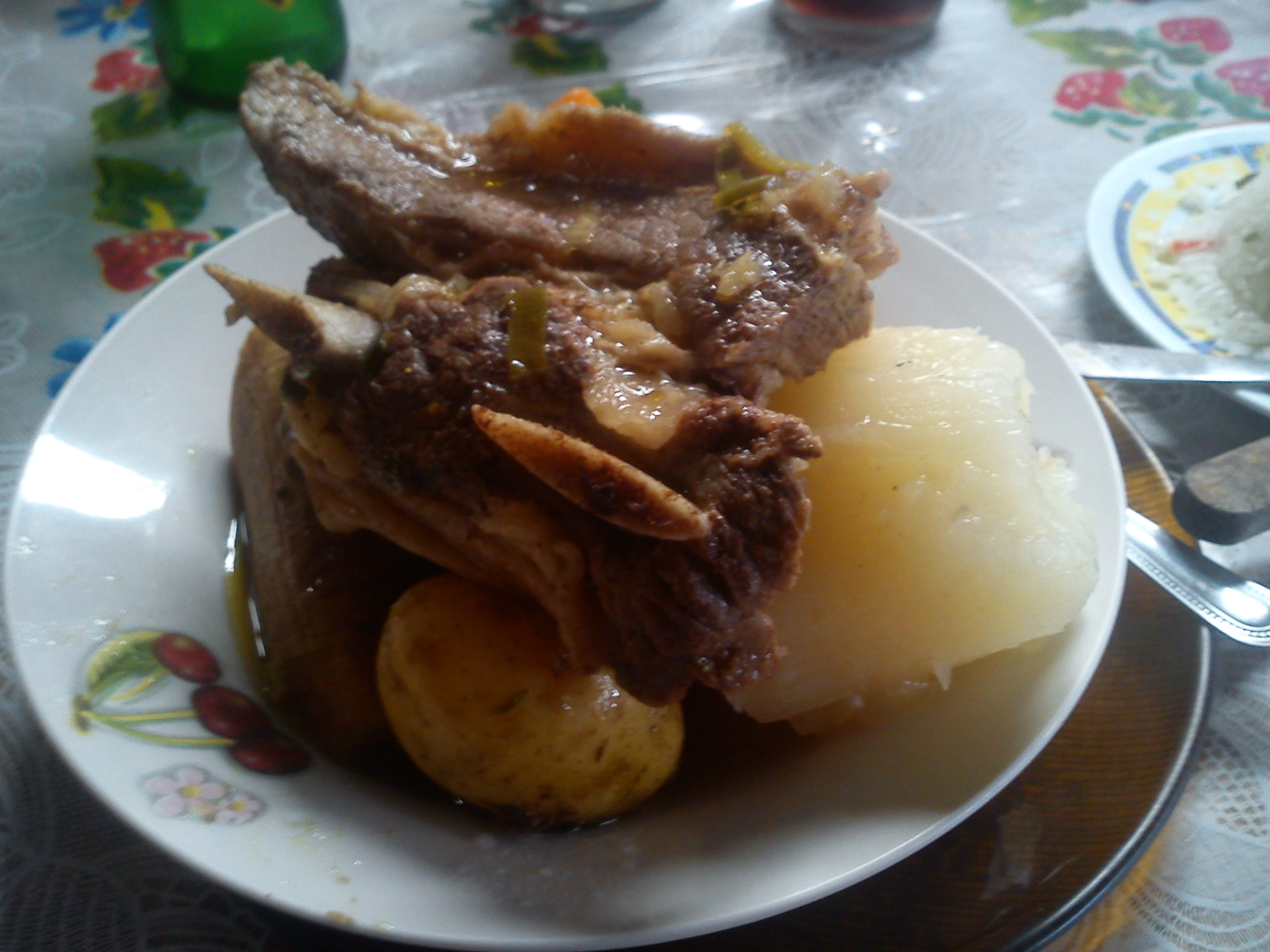
Olla de carne

La olla de carne, spezzatino di carne di manzo in piccoli pezzi, a cui si aggiungono verdure e tuberi, come patate, manioca, cucurbita, chayote, platano, mais, zucca, carote, cipolle, coriandolo, sedano e altro. È il piatto tico-creolo per eccellenza, nato nel periodo coloniale, quando allo stufato spagnolo (la olla podrida) sono stati aggiunti elementi indigeni americani.

### Altri piatti

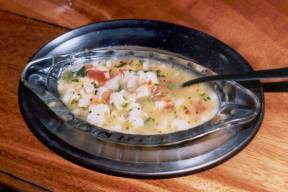
Ceviche

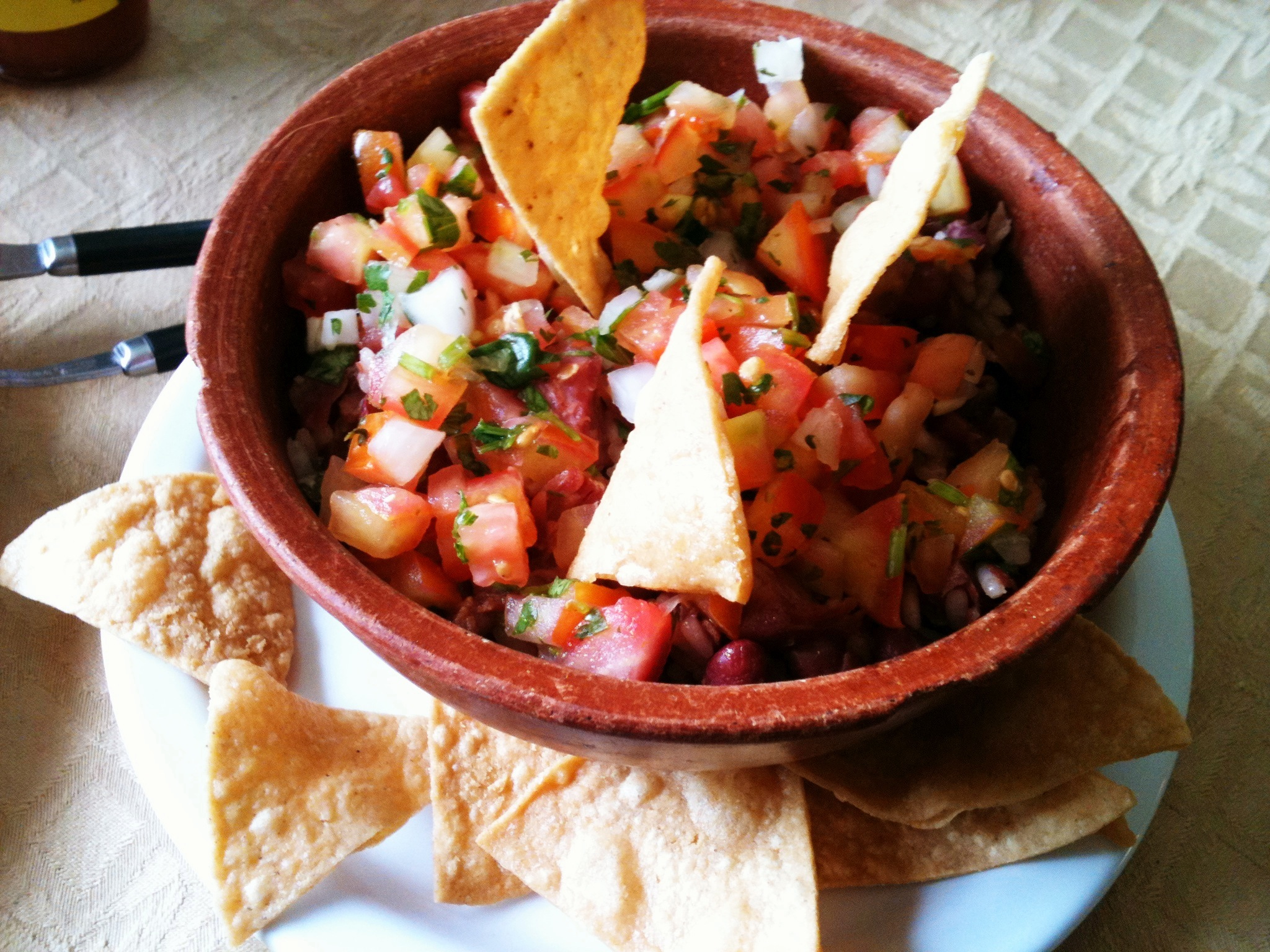
Chifrijo

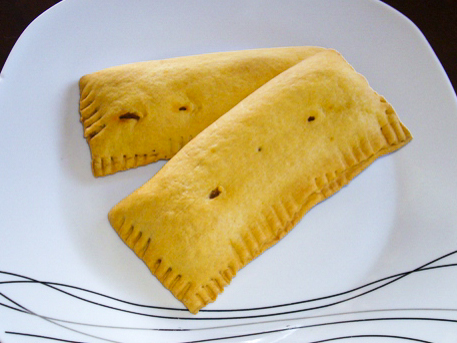
Patì

- Ceviche: è un piatto di pesce crudo e frutti di mare come polpo, gamberetti, molluschi, lampuga, delfino e corvina marinati nel succo di limone, e conditi con coriandolo, cipolla, aglio, cilantro e peperoncino.
- Arroz con pollo (riso con pollo), riso speziato e miscelato con pollo e verdure. A volte viene condito anche con la salsa Lizano. Viene preparato per occasioni particolari. Come riunioni di famiglia o feste.
- Chicharrones, simili ai ciccioli, sono pezzi di carne di maiale (di solito le costole) fritte nello strutto. Vengono solitamente accompagnati con succo di limone, e pico de gallo (salsa di pomodori, cetrioli, aglio, coriandolo, cipolla tritata succo di limetta).
- Chifrijo: è un piatto contemporaneo divenuto popolare negli anni '90. Il suo nome è la combinazione dei suoi due ingredienti principali, chicharrón e frijoles (fagioli rossi),  che vengono conditi con spezie, salsa pico de gallo e chips di tortilla a triangolini.
- Chorreadas, frittelle di mais che vengono servite per la prima colazione accompagnate con panna acida.
- Pastasciutta e pasta ripiena: se ne contano diverse varietà, fra cui i ravioli e i cannelloni.
- Patí, sono fagottini di pasta brisé ripieni di carne piccante e spezie. È un piatto tipico della provincia di Limón.
- Tamal: è il piatto tradizionale natalizio costaricano per eccellenza, consumato dal 97% delle famiglie ogni anno. È una ricetta comune in tutta l’America Latina, con poche varianti per paese. Sono fagottini di pasta di mais bianco ripieni di carne (di maiale o pollo) riso, carota, coriandolo, peperoni, olive e prugne, avvolti in foglie di banana (questi non vengono mangiati) e bolliti per diverse ore. Per tradizione le famiglie si incontrano per le feste e preparano assieme i Tamales. Questa tradizione viene chiamata tamaleada.
- Empanadas: Fagottini di pasta (generalmente di mais) a forma di mezzaluna ripieni con formaggio, carne, fagioli o pollo e fritti o cotti nel forno. Possono essere anche dolci, ripieni di marmellata di frutta, miele o cioccolato.

## Bevande

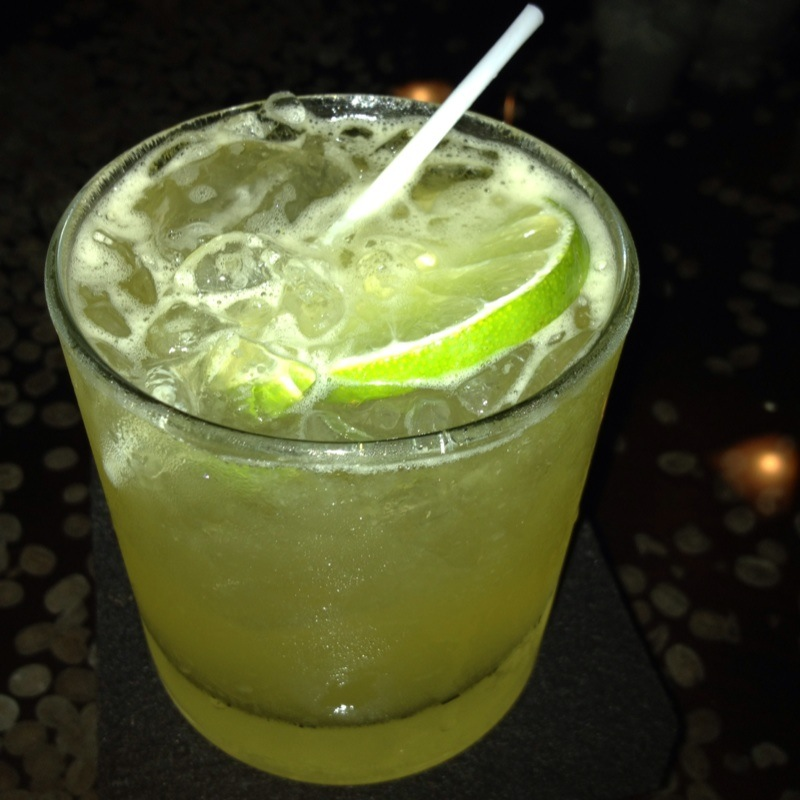
Guaro acido

La bevanda più consumata nella Costa Rica è il caffè, di cui il paese è uno dei principali esportatori mondiali. Servito nero o con il latte, ha un sapore forte ed è di alta qualità.
I frescos sono delle bevande analcoliche molto consumate, a base di frutta fresca e latte o acqua. In Costa Rica c’è una vasta gamma di frutta locale per preparare queste bibite, tra cui papaya, mango, anguria, melone, ananas, fragola, mora, banana, carota, tamarindo, guanabana e cas (un tipo di guava costaricana). Nella provincia di Limón si prepara un tipo di fresco chiamato hiel realizzata con acqua fredda, panela, limone e zenzero. Nella provincia di Guanacaste invece si prepara l'Horchata, un fresco a base di cereali e cannella, originario della Spagna.
Una comune bevanda tico, molto consumata negli altopiani più freddi e nelle montagne del paese, è l'agua dulce, ovvero panela (o zucchero greggio di canna) sciolta in acqua calda. 
Tra i liquori locali, i più consumati sono il rum, il Guaro e il liquore di caffè. Il Guaro è un'aguardiente di canna da zucchero che di solito viene consumato mescolato con limone (Guaro acido). Il governo ha creato un marchio di Guaro chiamato Cacique con lo scopo di combattere la produzione clandestina. Una bevanda alcolica fatta dai popoli Chorotega della Costa Rica è il vino de coyol, prodotto fermentando la linfa dell’albero di coyol (una specie di palma). Di origine precolombiana invece è la chicha, un liquore di mais fermentato.
La bevanda alcolica più diffusa in Costa Rica è la birra. Le più popolari sono l’Imperial e la Pilsen. Una bevanda tico a base di birra molto popolare è la michelada, simile a quella messicana, composta da succo di lime, birra e sale attorno al bordo del bicchiere.
Durante le feste, soprattutto quelle natalizie, per tradizione si consuma il rompope, un punch di tuorli d'uovo, vaniglia, cannella, latte, zucchero e alcool.

## Dolci

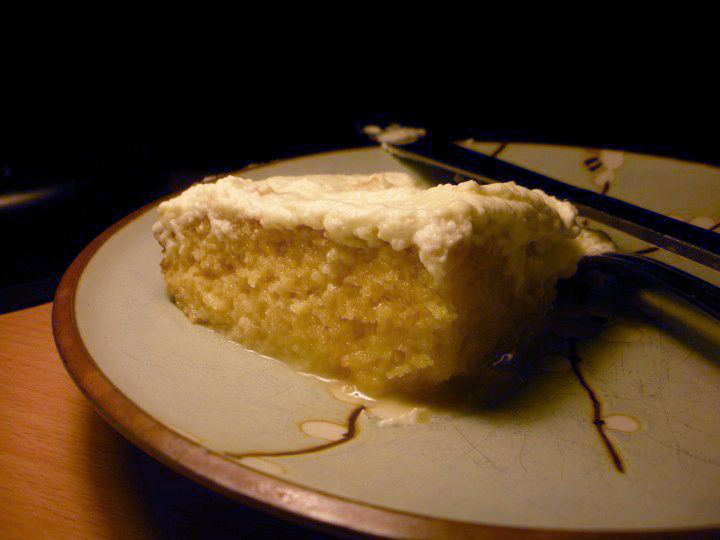
Tres leches

Gli ingredienti principali utilizzati per preparare i dolci costaricani (in particolare nella Valle Centrale) sono latte, mais, canna da zucchero, uova e alcuni tipi di frutta e verdura. I dessert preparati nella provincia di Limón (prevalentemente biscotti) sono a base di cocco e platano mentre nel Guanacaste l'ingrediente principale è il mais. Infine per i dolci nel Puntarenas vengono utilizzati latte, cocco e frutta.
Uno dei dessert più comuni è chiamato tres leches (tre latti). È una torta di pan di spagna bagnato con tre tipi di latte (da cui deriva il nome): latte intero, latte evaporato e latte condensato. Altri ingredienti utilizzati per la farcitura sono albumi d’uova, zucchero, cannella, maraschino o rum.
Tra i dolci tradizionali più amati ci sono il dulce de leche, i cocadas, la torta di manioca, la torta di mais e il budino di riso. L'insalata di frutta (ovvero una macedonia) è un altro dessert tico semplice e tradizionale preparata con papaya, anguria, ananas, banana, melone, gelatina, gelato e granola.